# Frankie Fitzgerald
Frankie „Fitz“ Fitzgerald (* 28. April 1985 in South London) ist ein englischer Schauspieler.
Seine bisher bekannteste Rolle spielte Fitzgerald 2004 im Film Troja, als er die Rolle des Aeneas übernahm, der mit seiner Familie aus dem erstürmten Troja floh. Von 2006 bis 2007 spielte er in mehreren Folgen in der englischen Fernsehserie Dreamteam mit.

## Filmografie (Auswahl)
- 2000: EastEnders: Return of Nick Cotton (Fernsehfilm)
- 2000–2001: EastEnders (Fernsehserie, 38 Folgen)
- 2001–2003: Harry and Cosh (Fernsehserie, 27 Folgen)
- 2002–2017: Casualty (Fernsehserie, 4 Folgen)
- 2004: Troja (Troy)
- 2005: The Stepfather (Fernsehfilm)
- 2006–2007: Dreamteam (Fernsehserie, 30 Folgen)
- 2007: London Love Story (Kurzfilm)
- 2007: GI Jonny Shorts (Kurzfilm)
- 2008: He Kills Coppers (Fernsehfilm)
- 2009: The Crime Wave (Kurzfilm)
- 2011: Stormhouse
- 2012: Holby City (Fernsehserie, eine Folge)
- 2013: London Irish (Fernsehserie, eine Folge)
- 2015: Legend